# Alain Jacquot
Pour les articles homonymes, voir Jacquot.
 (octobre 2018).
Si vous disposez d'ouvrages ou d'articles de référence ou si vous connaissez des sites web de qualité traitant du thème abordé ici, merci de compléter l'article en donnant les références utiles à sa vérifiabilité et en les liant à la section « Notes et références ».
Alain Jacquot est un homme politique français né le 18 juin 1932 à Saint-Loup-sur-Semouse et mort le 17 octobre 2018 à Neufchateau.

## Biographie
Alain Jacquot naît le 18 juin 1932 à Saint-Loup-sur-Semouse en Haute-Saône.
Aîné d’une famille de six enfants, il passe son enfance à Aillevillers, fait ses études à Luxeuil-les-Bains puis au collège de la Malgrange, à Nancy, où il reçoit une bonne culture classique (romaine et en particulier, stoïcienne).
Son enfance est marquée par la longue absence de son père, prisonnier en Allemagne pendant toute la durée de la guerre et qui rentrera très affaibli après une très dure captivité.
Rêvant de suivre les traces d’un Pasteur, mais privé de ressources financières nécessaires pour poursuivre des études supérieures, il fait un emprunt afin de pouvoir s’inscrire et étudier à la faculté de médecine de Nancy.
Une fois son diplôme de médecine obtenu, Alain Jacquot décide de passer son internat  de chirurgie tout en se spécialisant dans l’urologie, sous la conduite du professeur Chalnot dont il n’a jamais cessé de vanter l’enseignement.
En 1959, appelé en Algérie, il est sous-officier médecin à l’hôpital militaire de Blida.

### Carrière professionnelle
Rentré en France en 1960, Alain Jacquot choisit d’exercer la chirurgie à l’hôpital du Saint-Esprit puis en chirurgie générale et urologique au Centre Hospitalier de Neufchâteau qui ouvre ses portes au printemps 1982. Il y exerce en collaboration avec le Dr Hahn, chirurgien avec lequel il fondera la clinique privée Saint Luc.

### Carrière politique
Gaulliste et républicain, Alain Jacquot décide, à la fin des années 1970, de se lancer dans la politique et rejoint le RPR. Conseiller général du canton de Neufchâteau dès 1979, il est député des Vosges (en remplacement de Philippe Séguin nommé ministre dont il est politiquement proche) de 1986 à 1988.
Il reste jusqu'en 2004 au Conseil général des Vosges dont il prendra la vice-présidence
Il termine son mandat en mai 1988, mais continue son action politique au niveau départemental en tant que conseiller général et vice-président du Conseil général, jusqu’en 2004. Passionné par l’histoire de la Révolution et du Premier Empire, Alain Jacquot est l’auteur d’un ouvrage sur l’écrivain et homme politique François de Neufchâteau et d'un recueil en alexandrins sur la Campagne d'Égypte de Bonaparte (La Tentation de l'Orient).
Au cours de ses différents mandats, il œuvra notamment en faveur de l’amphithéâtre de Grand (et ses gradins), du centre johannique de Domremy, du Chov ainsi que du désenclavement (Rouvres-la-Chétive et Bazoilles-sur-Meuse).

### Famille
Son petit-fils, Félix Jacquot, est réalisateur.

## Détail des mandats et fonctions
- 1979-2004 : conseiller général du canton de Neufchâteau, puis vice-président du conseil général des Vosges.
- 1986-1988 : député de la Première circonscription des Vosges (en remplacement de Philippe Séguin entré au gouvernement).

## Distinctions
- Chevalier de la Légion d'honneur
- Médaille de combattant d'Afrique du Nord
- Médaille d'argent du Tourisme

## Publications
- Illustrations en vingt-cinq tableaux de l'histoire de la Révolution Française de Jules Michelet, 1989.
- François de Neufchâteau, 1750-1828, imprimerie des Presses Universitaires de France, 1997 ; préface de Christian Poncelet, ancien ministre.
- La Tentation de l'Orient, Vendôme Impressions, 2003 ; préface d'André Damien de l'Institut de France, membre du Conseil de l'Ordre de la Légion d'Honneur  (ISBN 2-952-084408).